# Revo (напій)
Revo (вимов. Ре́во) — українська торгова марка безалкогольного та слабоалкогольного енергетичного напою. Безалкогольний варіант напою називається Revo Energy, слабоалкогольний варіант — Revo AlcoEnergy.

## Історія
Напій компанії «Нові продукти» вийшов на український ринок у 2007 році. Ліцензія належить американській компанії Red & Blue Beverages. Спочатку розробкою рекламної компанії займалася компанією Euro RSCG Kyiv. У 2009 році компанія вийшла на російський ринок. У 2010 році рекламне агентство PROVID, що зняло відеоролик для компанії, отримало приз на київському міжнародному фестивалі реклами. У 2012 році була випущена обмежена колекція напою Revo Limited Edition у новій упаковці. У 2016 році напій Revo Energy займав 19 % ринку російських енергетичних напоїв.
У березні 2022 року через повномасштабне вторгнення Росії в Україну компанія-виробник оголосила про повне розірвання всіх бізнес-відносин з РФ та Білоруссю.
У 2022 році дизайн упаковки вкотре змінився.

## Опис напою
Revo AlcoEnergy містить харчові добавки Е1520, Е221 та Е1518. Містить гуарану, таурін та кофеїн.
У 2014 році був представлений новий напій компанії Revo Shizandra, який став використовувати шизандру замість кофеїну.

## Критика
Напій неодноразово піддавався критиці через його вживання неповнолітніми особами. З 2015 року напій заборонено до продажу в деяких російських регіонах.

## Статті
- Влізько, В. С., О. О. Горячова. Дослідження особливостей хімічного складу та безпечність слабоалкогольних газових напоїв (pdf). — Дніпро, 2020. — С. 4.: «– напій слабоалкогольний енергетичний сильногазований „Рево“ — склад: вода, цукор, спирт етиловий ретифікований „Люкс“, регулятор кислотності лимонна кислота і цитрат натрію, сік концентрований „Мультифрукт“, ароматична основа, екстракти гуарани та даміани, барвник харчовий: натуральний цукровий колер, спеціальний червоний; кофеїн, вітамінна суміш (вітамін В5, В6, В9, РР, С), консервант бензонат натрію.»
- Горелік, Д. С. Аналіз судових рішень щодо застосування заходів виховного впливу до неповнолітніх (pdf). — 2018. — С. 3.: «…біля залізничного вокзалу розпивав напій „Рево“ …»